# Gangolfswil

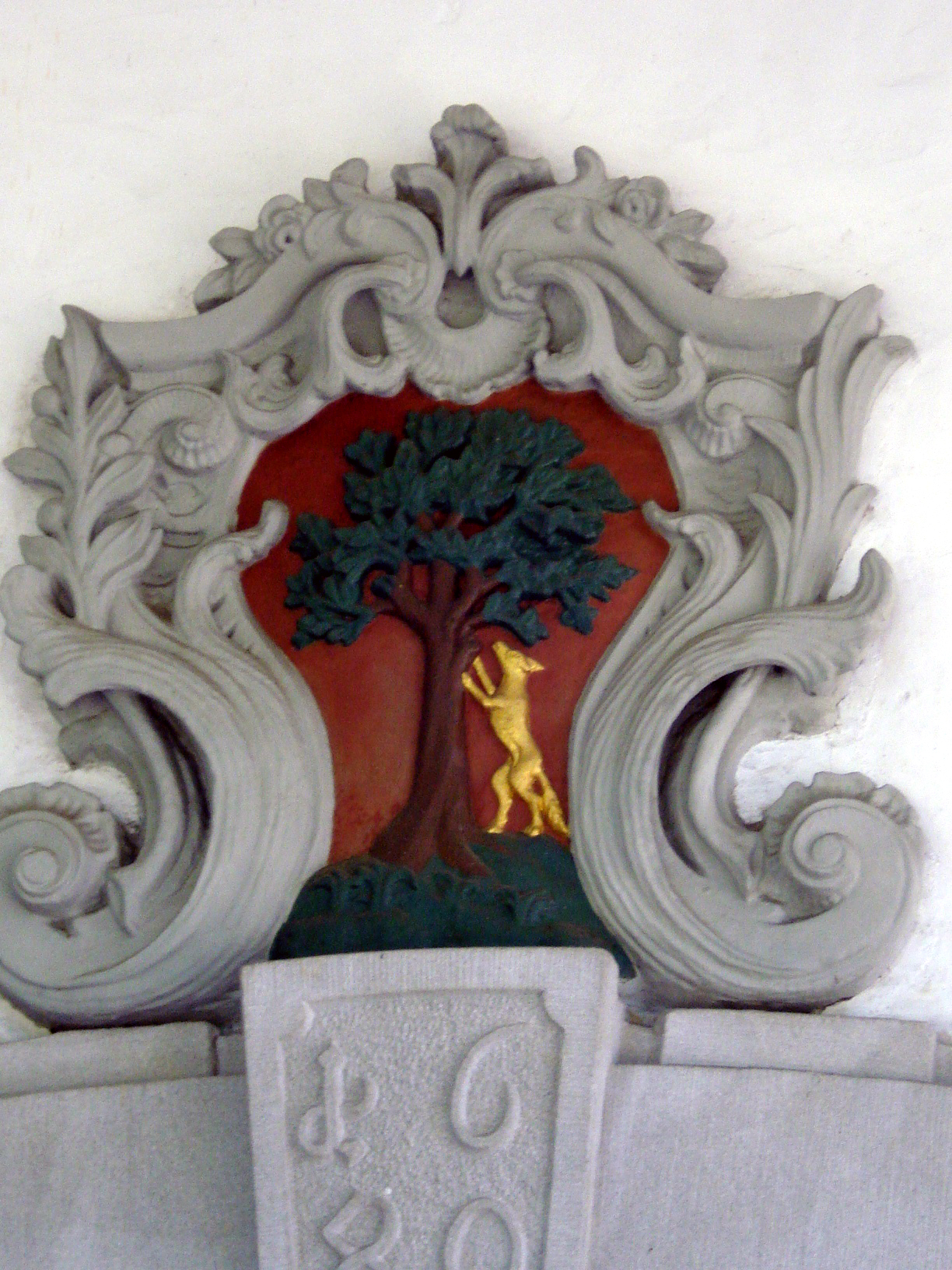
Das Wappen der Vogtei Gangolfswil und später Gemeinde Risch (hier über dem Eingang der Kirche St. Verena in Risch)

Lage des ehemaligen Gangolfswil am Zugersee

Gangolfwil ist der Name eines ehemaligen Hofes am Zugersee in der heutigen Gemeinde Risch in der Schweiz. Erstmals 1150 erwähnt, wurden ab 1486 die Ländereien in der nördlichen heutigen Gemeinde Risch zur Vogtei Gangolfswil. Bis 1798 bestand die Vogtei fort und wurde dann mit der Herrschaft Buonas und einigen, kleineren Klosterbesitzen zur heutigen Gemeinde Risch zusammengefasst. Durch den Bau des Schlosses Freudenberg und das Anlegen des Parks ab 1929 verschwand der nun unbedeutend gewordene Name Gangolfswil.

## Lage und Abgrenzung
Der ursprüngliche Lage des Hofes Gangolfswil wird am Ufer des Zugersees in Nähe des Weilers Zweieren auf dem Gelände des Schlosses Freudenberg vermutet. Bis 1486 wurde unter Gangolfwil lediglich die Ländereien des Hofes Gangolfswil in der nördlichen heutigen Gemeinde Risch verstanden. Durch die Ausrufung der Vogtei 1486 erlangte das gesamte, der Stadt Zug unterstellte, Gebiet den Namen des Hofes. Die Vogtei erstreckte sich um die Herrschaft Buonas über die nördlichen, westlichen und südlichen Teile der heutigen Gemeinde Risch. Zentrum der Vogtei war der Weiler Holzhäusern, weitere Weiler in Gangolfswil waren neben Berchtwil, Risch die drei oberen Nachbarschaften Ibikon, Küntwil und Waldeten. Als wichtiges Bauobjekt galt die Kirche St. Verena Risch, welche heute noch besteht. Die Pfarreigrenzen der Vogtei Gangolfswil sind bis heute erhalten.

## Geschichte

### Vor der Gründung der Vogtei (bis 1486)
Durch die ältesten Habsburger Grafen gelangten die nördlichen Gebiete der heutigen Gemeinde Risch zwischen 1096 und 1111 mit dem Hof Gangolfswil an das im Jahre 1027 gegründete Kloster Muri. Papst Hadrian IV. stellte das Kloster Muri in einer im Lateran in Rom ausgestellten Urkunde am 28. März 1159 unter seinen Schutz, in welcher die Kirche Risch als ecclesia Rishe erstmals urkundlich erwähnt wird. Das Kloster hatte die Ländereien durch eine Schenkung und den Kauf erhalten. Zu ihren Rechten zählte auch das Fischereirecht im Zugersee, zudem war es auch Gerichtsherr für das Gebiet. Die Einkünfte des Klosters belangen sich auf die Felder und deren Getreide, das von den Bauern angepflanzt wurde. Das Gebiet wurde durch seine Lage auf der anderen Seite des Zugersees "Ennetsee" genannt, der Name ist bis heute in Gebrauch. Um 1298 wechselte das Patronatsrecht vom Kloster Muri zur auf Schloss Hertenstein (heute Schloss Buonas) lebenden Familie von Hertenstein. Die Stadt Zug übernahm 1410 vom Kloster Muri wesentliche Grundrechte in Gangolfswil und kaufte schliesslich am 5. September 1486 den Hof. Somit wurde Gangolfswil eine zugerische Vogtei.

### Vogtei Gangolfswil (1486–1798)
Mit der Gründung der Vogtei Gangolfswil 1486 erwarb die Stadt Zug zwar wesentliche Grundrechte des Gebietes, jedoch nicht den zustehenden Fischzins. Die innerhalb der Vogtei gelegene Herrschaft Buonas und die dazugehörende Kollatur der Pfarrkirche Risch blieben jedoch eigenständig. Es wurde, anfangs jährlich, ab 1594 zweijährlich, ein in Zug lebender Obervogt für die Vogtei Gangolfswil, ohne Mitsprache der Bürger, gewählt. Er beaufsichtigte das gesamte Leben der Vogteileute und hatte für Ordnung und Frieden zu sorgen und hatte seinen Wohnsitz in Zug. In Gericht und Verwaltung half der Untervogt mit. Die Untervögte wurden in unregelmässigen Abständen gewählt. Gemeindezentrum war im 18. Jahrhundert Holzhäusern, was durch den Bau des ersten Schützen- und Gemeindehauses 1709 zum Ausdruck kam. Dort wurden jeweils die Gemeindeversammlungen abgehalten. Bürgergeschlechter von 1633 waren unter anderem Sidler, Schwerzmann, Knüsel, Müller, Bossard, Stuber, Gügler, Landtwing, und Schmid. Ab 1726 wurde der Schulunterricht in Gangolfswil abgehalten.
Die Vogtei war neben Fischerei vor allem durch Ackerbau, aber auch Weinbau geprägt. Obwohl der Hof Gangolfswil zusammen mit Waldeten, Küntwil und Ibikon die Vogtei Gangolfswil bildeten, blieben die alten mittelalterlichen Grenzen des Hofes Gangolfswil bis ins 21. Jahrhundert in den Pfarreigrenzen zwischen Risch und Meierskappel bestehen. Am 7. Februar 1798 richteten die Stabführer, die Ratsherren und die Bürger der Stadt Zug ein Schreiben an die Vogteien, in dem die Zuger Vogteien, so auch die Vogtei Gangolfswil, aufgehoben werden sollten. An einer ausserordentlichen Landsgemeinde vom Sonntag, dem 11. Februar 1798, wurde allen «neu eingesessenen Bürgern» das Bürgerrecht verliehen und das Untertanenverhältnis in den Zuger Vogteien aufgehoben.

#### Zugerischer Ennetsee
Einer der Bauern von Ennetsee war Hartmann Lutinger, der Stammvater des heutigen Luthiger Geschlechtes. Dieser Bauer von Zweieren erschien 1400–1435 in der Öffentlichkeit. Im ersten Jahre handelte er in einer Eingabe führender Kirchgenossen von Risch an die bischöfliche Kurie in Konstanz gegen den Leutpriester Werner von Hertenstein, im Jahre 1429 wieder in einem Geschäfte dieser Pfarrkirche. Da legte eine Reihe namhafter und bejahrter Männer aus eigenem Wissen und aus der Überlieferung ihrer Vorfahren eidliche Kundschaft ab über die Pflicht zum Unterhalt des Kirchendaches. Dabei erinnerte sich Hartmann Lutinger auf über fünfzig Jahre zurück, somit bis wenigstens 1379, was etwa ein Geburtsjahr um 1365 voraussetzt. Spätestens 1408 nannte ihn auch ein Einkünfterodel des Hofes Gangolfswil, worin die Rechte der Herren von Hünenberg gegenüber Muri festgehalten wurden. Die Luthiger waren somit ziemlich genau sechshundert Jahre als angestammte Bauern auf den Höfen von Zweieren bezeugt. Die einstigen Grundhörigen um Muri starben früh aus, ihre Nachkommen machten sich dafür im zugerischen Ennetsee heimisch.
Kurz nach 1400 nahmen einzelne das städtische Bürgerrecht, 1402 Hänsli Lutinger von Zweieren in Luzern, 1416 Heinrich über Hünenberg in Zug. Dieser Heinrich war als dortiger Bauer dabei, wie die Leute Hünenbergs 1416 die Güter der heruntergekommenen Herren auf der Burg an sich brachten und unter dem Schutze der Stadt Zug eine eigene Twinggenossenschaft gründeten. Die städtische Vogtgemeinde berief wenig später Weibel als Geschworenen in s Gericht, also in die Behörde berufen. Nun standen seit 1435 im Bürgerbuch von Zug auch Hartmann Lutinger mit seinen Söhnen Heini und Hänsli sowie sein vermutlicher Bruder Ueli unter den Leuten von Zweiern und Dersbach. Hänsli Lutinger, der Sohn Hartmanns, war 1476 wieder mit dem Amte des Kirchmeiers in Risch betraut. Ein Hof solcher Lutinger stiess 1501 bereits in Holzhäusern an jenen der Walcher.
In grosser Zahl folgten nun weitere Aufnahmen in das zugerische Bürgerrecht. Vorerst freilich zog ein Zweig in die Hertensteinische Gerichtsherrschaft Buenas (Buonas), mit Leutnant Josef dieser Linie 1763 nach Cham und Zug, kurz nach 1600 Oswald von Dersbach nach St. Wolfgang. Ihr gehörte der bekannteste Luthiger an, Ammann Johann Kaspar (1710–1797) ab dem Brüggli in Zug. Auch heute noch zählen die Luthiger zu den ältesten Bürgergeschlechtern der Gemeinden Zug, Cham, Hünenberg und Risch. Unter diesen sei die alte Rischer Linie noch mit besonderem Bedacht festgehalten!"

### Gangolfswil in der Gemeinde Risch (nach 1798)
Der Hof Gangolfswil lag bis ins 19. Jahrhundert am Ufer des Zugersees, jedoch verlor der Hof an Bedeutung und der Name ging in Vergessenheit. Durch den Bau des Schlosses Freudenberg und das Anlegen eines Parks ab 1929 verschwanden Hof und Name endgültig.